# Pogoniopsis
Pogoniopsis, rod orhideja u podtribusu Triphorinae, dio tribus Triphoreae. Opisan je 1881.. Sastoji se od dvije vrste iz istočnog Brazila, obje su holomikotrofne trajnice (biljka koja svoju prehranu dobiva isključivo iz mikorizne simbioze).

## Vrste
1. Pogoniopsis nidus-avis Rchb.f.
2. Pogoniopsis schenckii Cogn.